# Thomas William Rhys Davids
Thomas William Rhys Davids (12 de maio de 1843 - 27 de dezembro de 1922) foi um estudioso britânico da língua páli e fundador da Pali Text Society.